# Hélène Millet
Pour les articles homonymes, voir Millet.
Hélène Millet, née en 1944, est une historienne médiéviste française, spécialiste de l'Église catholique en France à la fin du Moyen Âge. 
Directrice de recherches au CNRS, elle rédige et dirige des prosopographies des ecclésiastiques français du XIIIe au XVe siècle, notamment en lançant et en dirigeant pendant vingt ans la collection des Fasti Ecclesiæ Gallicanæ.

## Biographie
Hélène Millet consacre sa thèse de troisième cycle à une prosopographie des chanoines du chapitre cathédral de Laon et en tire un ouvrage publié en 1982 par l'École française de Rome. Utilisant l'informatique, elle propose une analyse des biographies de plus de 800 chanoines, étudiant tout d'abord leur recrutement puis leur parcours ecclésiastique et enfin leur mode de vie,,. Elle dirige ensuite un volume collectif d'une vingtaine de communications consacré à l'usage de l'informatique pour constituer des bases de données utiles pour des études prosopographiques. Les cas présentés vont des textes cunéiformes du IIIe millénaire av. J.-C. aux généraux du Premier Empire,,.
Avec Emmanuel Poulle, Hélène Millet édite en 1988 les bulletins de vote des membres du clergé, consultés sur la soustraction d'obédience menée par la France en 1398, pour contraindre Benoît XIII à renoncer au trône pontifical et à  mettre ainsi fin au Grand Schisme,,.
Hélène Millet devient directrice de recherches au CNRS et membre du laboratoire de médiévistique occidentale de Paris.
Hélène Millet lance en 1990 le projet des Fasti Ecclesiæ Gallicanæ, et le dirige jusqu'en 2010, date à laquelle elle est remplacée par Vincent Tabbagh. Ce projet a pour but de constituer un vaste ensemble de notices normalisées des dignitaires et chanoines des cathédrales ayant vécu entre 1200 et 1500, dans les diocèses ayant existé sur le territoire de la France actuelle. Il doit couvrir 147 diocèses (141 sur le continent et 6 en Corse). Il s'agit d'une grande prosopographie, dont les limites sociales fluctuent d'un diocèse à l'autre. En effet, les dignitaires, chanoines et officiers n'étaient pas les mêmes selon les cathédrales. Hélène Millet participe elle-même au premier volume de cette collection, qui porte sur le diocèse d'Amiens,,,, et au volume 4 consacré au diocèse de Besançon.
Hélène Millet dirige des ouvrages collectifs consacrés au poète Eustache Deschamps,, au cardinal Pierre d'Ailly,,, ou au concile de Perpignan de 1408-1409,,. Elle réunit ses propres articles dans deux volumes sur l'Église du Grand Schisme en général,,,,,,, et sur le concile de Pise de 1409,,.

## Distinctions
- Prix :
  - Prix De La Fons-Mélicoq 1983, décerné par l'Académie des inscriptions et belles-lettres pour Les Chanoines du chapitre cathédral de Laon[39].
  - Concours des Antiquités de la France 1993, décerné par l'Académie des inscriptions et belles-lettres pour Le vote de la soustraction d'obédience en 1398[40].
  - Prix Bordin 2011, décerné par l'Académie des inscriptions et belles-lettres, pour L'Église du Grand Schisme, 1378-1417[41].

- Mélanges : 
  - Roselyne Le Bourgeois, Anne Massoni et Pascal Montaubin (dir.), Les collégiales et la ville dans la province ecclésiastique de Reims (IXe – XVIe siècles) : Actes du colloque d’Amiens-Beauvais (3,4 et 5 juillet 2009) organisé en l’honneur d’Hélène Millet, Amiens, C.A.H.M.E.R., coll. « Histoire médiévale et archéologie », 2010, 230 p. (ISBN 9782953289848)[42].
  - Christine Barralis, Jean-Patrice Boudet, Fabrice Délivré et Jean-Philippe Genet (dir.), Église et État, Église ou État ? Les clercs et la genèse de l’État moderne : Actes de la conférence organisée à Bourges en 2011 par SAS et l’Université d’Orléans en l’honneur d’Hélène Millet, Paris-Rome, Publications de la Sorbonne-École française de Rome, coll. « Le pouvoir symbolique en Occident (1300-1640) », 2014, 496 p. (ISBN 978-2-85944-786-1 et 978-2-85944-932-2, DOI 10.4000/books.psorbonne.3516, lire en ligne).

## Principales publications

### Ouvrages personnels
- Les Chanoines du chapitre cathédral de Laon. 1272-1412, Rome, École Française de Rome, coll. « Publications de l'École Française de Rome » (no 56), 1982, 564 p. (lire en ligne)[1],[2],[3].
- Les successeurs du pape aux ours: histoire d'un livre prophétique médiéval illustré (Vaticinia de summis pontificibus), Turnhout, Brepols, 2004, 240 p. (ISBN 978-2-503-52164-0, lire en ligne ).
- L'Église du Grand Schisme, 1378-1417, Paris, Éditions Picard, coll. « Les Médiévistes français », 2009, 272 p. (ISBN 978-2-7084-0848-7, DOI 10.3917/pica.mille.2009.01, lire en ligne )[28],[43],[29],[30],[31],[32],[33],[34],[35].

- Le Concile de Pise : Qui travaillait à l'union de l'Église en 1409 ?, Turnhout, Brepols, coll. « Ecclesia militans » (no 1), 2010, 443 p. (ISBN 978-2-503-53198-4, lire en ligne)[36],[37],[38],[44].

### Ouvrages collectifs
- Hélène Millet (dir.), Informatique et prosopographie: actes de la table ronde du CNRS Paris, 25-26 octobre 1984, Paris, Éditions du CNRS, 1985, 360 p. (ISBN 978-2-222-03759-0, présentation en ligne)[4],[5],[6].
- Hélène Millet et Emmanuel Poulle, Le vote de la soustraction d'obédience en 1398. Tome I : Introduction. Edition et fac-similés des bulletins du vote, Paris, Éditions du CNRS, coll. « Documents, études et répertoires de l'Institut de Recherche et d'Histoire des Textes » (no 40), 1988, 530 p. (lire en ligne)[7],[8],[9].
- Pierre Desportes, Hélène Millet et Jean-Marc Albert, Diocèse d'Amiens, Turnhout, Brepols, coll. « Fasti Ecclesiæ Gallicanæ. Répertoire prosopographique des évêques, dignitaires et chanoines de France de 1200 à 1500 » (no 1), 1996, 272 p. (ISBN 978-2-503-50447-6, présentation en ligne)[14],[15],[16],[17],[18].
- Jean-Patrice Boudet et Hélène Millet (dir.), Eustache Deschamps en son temps, Paris, Publications de la Sorbonne, coll. « Textes et documents d'Histoire médiévale » (no 1), 1997, 314 p.[19],[20].
- Henri Hours, Édouard Bouyé et Hélène Millet, Diocèse de Besançon, Turnhout, Brepols, coll. « Fasti Ecclesiæ Gallicanæ. Répertoire prosopographique des évêques, dignitaires et chanoines de France de 1200 à 1500 » (no 4), 1999, 308 p. (ISBN 978-2-503-50892-4, présentation en ligne)[16].
- Hélène Millet (dir.), Suppliques et requêtes : le gouvernement par la grâce en Occident (XIIe – XVe siècle, Rome, École Française de Rome, coll. « Publications de l'École française de Rome » (no 310), 2003, 434 p. (lire en ligne).
- Hélène Millet (dir.), Le concile de Perpignan (15 novembre 1408 - 26 mars 1409) : Actes du colloque international (Perpignan, 24 - 26 janvier 2008), Canet, Trabucaire, coll. « Études roussillonnaises » (no 24), 2009 (ISBN 978-2-84974-104-7)[25],[26],[27],[44].
- Hélène Millet et Claudia Rabel (préf. Michel Pastoureau), La Vierge au manteau du Puy-en-Velay : Un chef-d'oeuvre méconnu du gothique international (vers 1400-1410), Lyon, Fage, coll. « Varia », 2011 (ISBN 978-2-84975-228-9)[45],[46],[47].
- Hélène Millet et Monique Maillard-Luypaert, Le schisme et la pourpre : Le cardinal Pierre d'Ailly, homme de science et de foi, Paris, Éditions du Cerf, 2015, 349 p. (ISBN 978-2-204-10475-3)[21],[22].
- Jean-Patrice Boudet, Monica Brînzei, Fabrice Delivré, Hélène Millet, Jacques Verger et Michel Zink (dir.), Pierre d'Ailly : Un esprit universel à l'aube du XVe siècle. Actes du colloque international 2-3 mars 2017, Paris, Académie des inscriptions et belles-lettres, 2019, 422 p. (ISBN 978-2-87754-380-4)[23],[24].
- Carla Bozzolo, Claude Gauvard et Hélène Millet (dir.), Humanisme et politique en France à la fin du Moyen Âge : En hommage à Nicole Pons – Actes des journées de Villejuif (17-18 mars 2016, Campus du CNRS), Paris, Publications de la Sorbonne, coll. « Histoire ancienne et médiévale » (no 156), 2018 (ISBN 979-10-351-0076-6 et 979-10-351-0567-9, DOI 10.4000/books.psorbonne.40618, lire en ligne)[48],[49].